# Portulaca amilis
Portulaca amilis är en portlakväxtart som beskrevs av Carlos Luis Spegazzini. Portulaca amilis ingår i släktet portlaker, och familjen portlakväxter. Inga underarter finns listade i Catalogue of Life.

## Bildgalleri

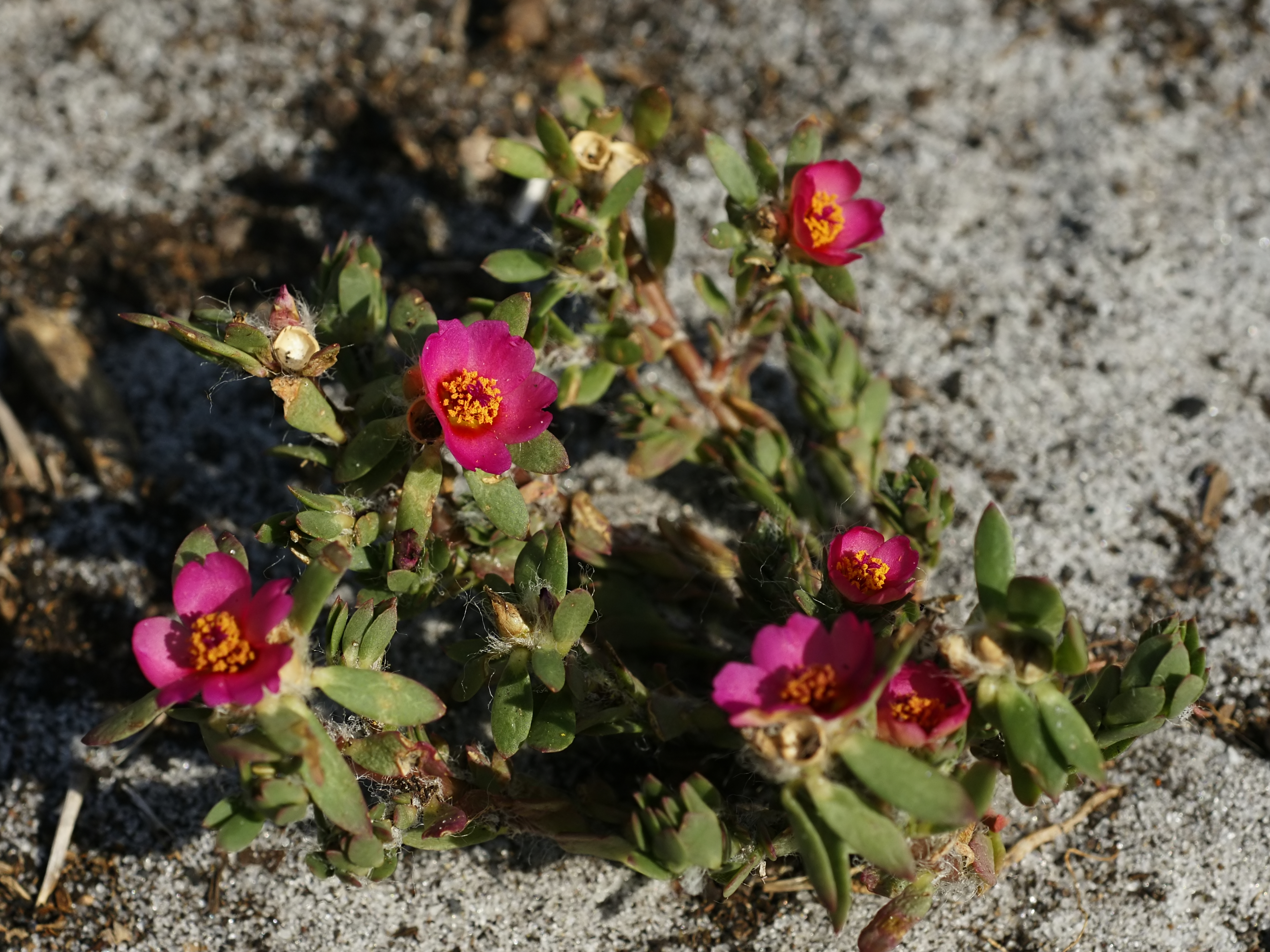
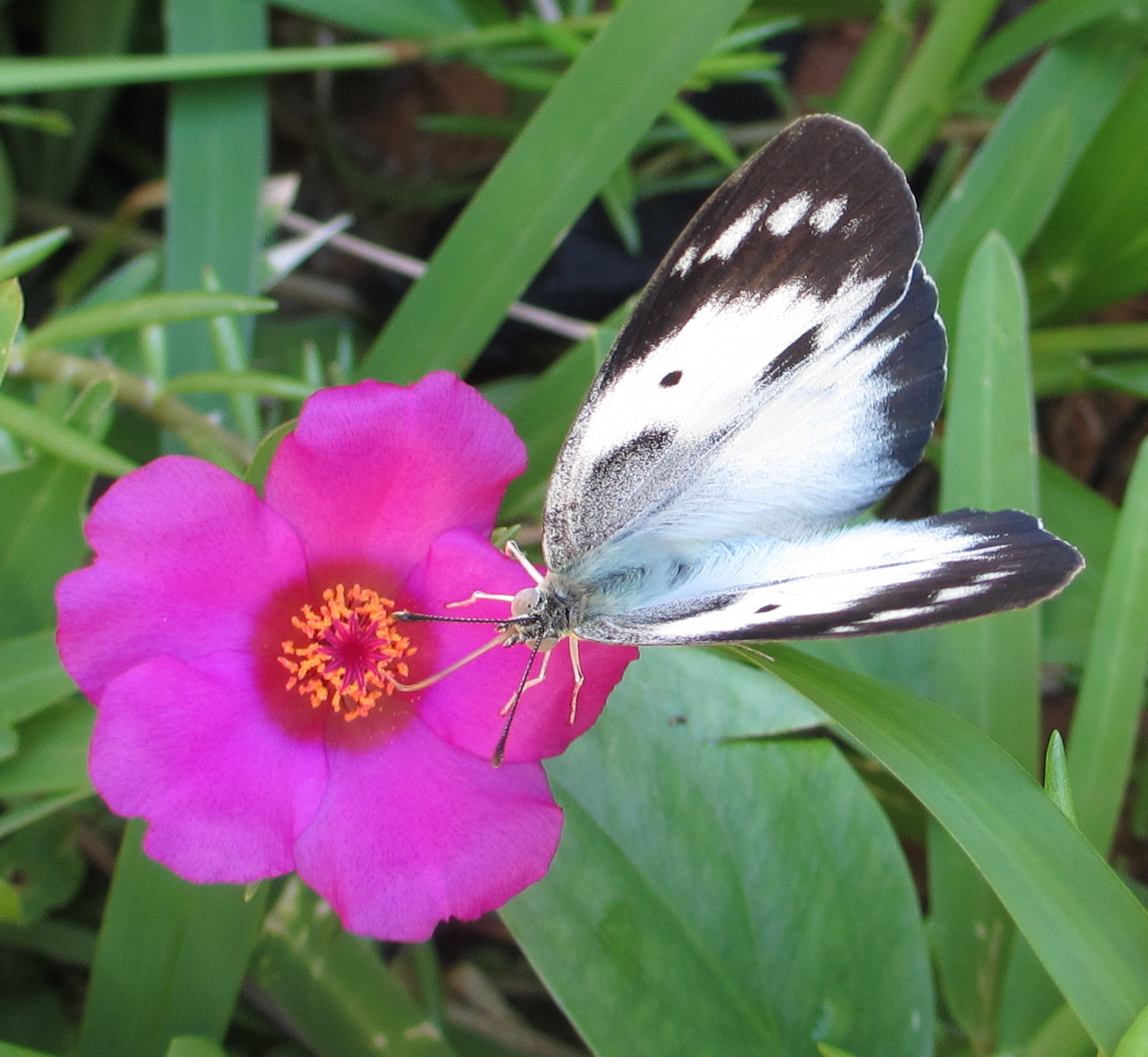